# Kapela svetega Cirila in Metoda, Trdkova
Kapela svetega Cirila in Metoda stoji na severni strani ceste Trdkova - Kuzma, 
v vasi Trdkova, ki spada v Občino Kuzma. 

## Arhitektura
Kapela z zvonikom je iz prve polovice 20. stoletja. Členijo jo polkrožna okna na zvoniku, na severni in južni steni. Okna in vrata so zastekljena z novodobnimi vitraži.

## Legenda
Nekdaj sta skozi vas Trdkova šla brata Ciril in Metod, ki sta oznanjala vero. Bila sta utrujena in v potoku Lukaj sta si umila utrujene in prašne noge. Ob tem je potok Lukaj spremenil smer, nedaleč od potoka pa je bila postavljena v njun spomin Kapela Sv. Cirila in Metoda
.